# 90709 Ветин
Вижте пояснителната страница за други значения на Ветин.
90709 Ветин (алтернативно обозначение: 1990 TX3) е астероид в основния пояс. Астероидът е открит от Фреймут Бйорнген и Луц Шмадел на 12 октомври 1990 г. Наблюдението е нарпавено от обсерватория „Карл Шварцчилд“ в град Таутенбург.
Астероидът е кръстен в чест на замъка Ветин и града, в който се намира замъка – град Ветин.